# Communauté de communes du Pays de Pompadour
Die Communauté de communes du Pays de Pompadour  ist ein ehemaliger französischer Gemeindeverband mit der Rechtsform einer Communauté de communes im Département Corrèze in der Region Nouvelle-Aquitaine. Sie wurde am 1. Dezember 1998 gegründet und umfasste sechs Gemeinden. Der Verwaltungssitz befand sich im Ort Arnac-Pompadour.

## Historische Entwicklung
Mit Wirkung vom 1. Januar 2017 fusionierte der Gemeindeverband mit der Communauté de communes Lubersac-Auvézère und bildete so die Nachfolgeorganisation Communauté de communes du Pays de Lubersac-Pompadour.

## Ehemalige Mitgliedsgemeinden
1. Arnac-Pompadour
2. Beyssac
3. Beyssenac
4. Concèze
5. Saint-Sornin-Lavolps
6. Troche